# Ácido fitânico
O ácido fitânico, ou ácido 3,7,11,15 tetrametilhexadecanoico, é um composto orgânico classificado como ácido graxo ramificado.
Este lipídio ganhou olhares após o neurologista norueguês Sigvald Refsum descrever a doença que mais tarde tornou-se conhecida por Síndrome de Refsum, na qual o seu acúmulo nos tecidos celulares provoca múltiplas lesões e alterações em diversas partes do corpo.